# Brookesia griveaudi
Brookesia griveaudi är en ödleart som beskrevs av  Edouard-Raoul Brygoo BLANC och DOMERGUE 1974. Brookesia griveaudi ingår i släktet Brookesia och familjen kameleonter. IUCN kategoriserar arten globalt som nära hotad. Inga underarter finns listade.